# Ewerton
Ewerton José Almeida Santos (Penedo, 23 marzo 1989) è un ex calciatore brasiliano, di ruolo difensore.

## Carriera

### Club
Nel 2011 ha esordito in prima squadra grazie all'allenatore Leonardo Jardim.

## Palmarès

### Club

#### Competizioni nazionali
- Supercoppa di Portogallo: 1

Sporting Lisbona: 2015